# Krzysztof Nowak (piłkarz)
Krzysztof Damian Nowak (ur. 27 września 1975 w Warszawie, zm. 26 maja 2005 w Wolfsburgu) – polski piłkarz, reprezentant Polski.

## Życiorys
Ukończył liceum, następnie podjął studia na poznańskiej Akademii Wychowania Fizycznego. Na boisku występował na pozycji defensywnego pomocnika i rozgrywającego. Karierę zawodniczą rozpoczynał w RKS Ursus (1986-1993), później występował w Sokole Pniewy (ekstraklasa, początkowo pod nazwą Tygodnik Miliarder Pniewy; w 1995 z siedzibą w Tychach). Wiosną 1996 przeszedł do greckiego klubu Panachaiki GE; po rundzie wiosennej powrócił do polskiej ekstraklasy, ale w barwach warszawskiej Legii rozegrał zaledwie jeden mecz i przeniósł się (razem z Mariuszem Piekarskim) do ligi brazylijskiej. Nowak i Piekarski byli pierwszymi polskimi zawodowymi graczami w lidze brazylijskiej, grali w Atlético Paranaense (w 1997 Piekarski przeniósł się do CR Flamengo). W 1998 Krzysztof Nowak został zawodnikiem VfL Wolfsburg, występującego w ekstraklasie niemieckiej; w klubie tym występowali wówczas także inni Polacy, Waldemar Kryger i Andrzej Juskowiak. Do lutego 2001 Nowak rozegrał w zespole z Wolfsburga 83 spotkań w Bundeslidze, strzelając 10 bramek.
Od początku 2001 Nowak cierpiał na chorobę układu nerwowego ALS, objawiającą się zwiotczeniem i stopniowym zanikiem mięśni; pod koniec życia poruszał się na wózku inwalidzkim. Podejmowane próby leczenia w Niemczech, Holandii i USA nie przyniosły skutku. Z pomocą klubu VfL Wolfsburg w 2002 zorganizowano Fundację Krzysztofa Nowaka, zajmującą się pomocą choremu oraz problematyką choroby ALS (w radzie fundacji zasiadł m.in. dawny zawodnik VfL Wolfsburg, Roy Präger). W 2002 piłkarz był gościem reprezentacji Polski występującej na mistrzostwach świata w Korei i Japonii, a rok później został uroczyście pożegnany przez VfL Wolfsburg (21 stycznia 2003 odbył się mecz benefisowy dla niego, w którym zagrały zespoły VfL Wolfsburg i Bayernu Monachium). Zmarł 26 maja 2005. 4 czerwca 2005 został pochowany na Cmentarzu Leśnym w Wolfsburgu. Wśród kibiców klubu z Wolfsburga zyskał przydomek „Numer 10 serc”.
Jego żoną była Beata, z którą miał dwoje dzieci (Maksymiliana i Marię).

## Kariera reprezentacyjna
Był wielokrotnym reprezentantem Polski. Występował w drużynach narodowych we wszystkich kategoriach wiekowych; w pierwszej reprezentacji debiutował 14 czerwca 1997 w meczu z Gruzją w Katowicach w ramach eliminacji mistrzostw świata (strzelił jedną z bramek w wygranym 4:1 meczu). Ostatnim, dziesiątym występem Nowaka w kadrze był mecz eliminacji mistrzostw Europy, przegrany w Sztokholmie ze Szwecją 9 października 1999.
| lp. | Data                | Miejsce    | Przeciwnik | Rezultat | Rozgrywki       | Grał   | Uwagi |
| --- | ------------------- | ---------- | ---------- | -------- | --------------- | ------ | ----- |
| 1.  | 14 czerwca 1997     | Katowice   | Gruzja     | 4-1      | elim. MŚ 1998   | 90'    | Gol   |
| 2.  | 8 lutego 1998       | Asunción   | Paragwaj   | 0-4      | towarzyski      | do 57' |       |
| 3.  | 3 lutego 1999       | Ta’ Qali   | Malta      | 1-0      | towarzyski      | od 46' |       |
| 4.  | 3 marca 1999        | Warszawa   | Armenia    | 1-0      | towarzyski      | do 45' |       |
| 5.  | 28 kwietnia 1999    | Warszawa   | Czechy     | 2-1      | towarzyski      | do 70' |       |
| 6.  | 4 czerwca 1999      | Warszawa   | Bułgaria   | 2-0      | elim. Euro 2000 | do 72' |       |
| 7.  | 9 czerwca 1999      | Luksemburg | Luksemburg | 3-2      | elim. Euro 2000 | 90'    |       |
| 8.  | 18 sierpnia 1999    | Warszawa   | Hiszpania  | 1-2      | towarzyski      | do 80' |       |
| 9.  | 8 września 1999     | Warszawa   | Anglia     | 0-0      | elim. Euro 2000 | 90'    |       |
| 10. | 9 października 1999 | Solna      | Szwecja    | 0-2      | elim. Euro 2000 | od 74' |       |